# Roman Van Uden
Roman Van Uden (Auckland, 29 d'octubre de 1988) és un ciclista de Nova Zelanda. Va ser professional del 2009 al 2015.

## Palmarès
- 2009
  - Vencedor d'una etapa al Tour de Gila
- 2011
  - Vencedor d'una etapa al Redlands Bicycle Classic
  - Vencedor d'una etapa al Tour de Toona
- 2012
  - Vencedor d'una etapa al Tour of the Murray River
- 2013
  - 1r al Sharjah International Cycling Tour i vencedor d'una etapa
  - Vencedor d'una etapa al Tour de Southland
  - Vencedor d'una etapa al Tour de Al Zubarah
- 2014
  - Vencedor d'una etapa al Tour de Al Zubarah
- 2015
  - Vencedor d'una etapa al Tour de Southland